# ماچی ام.۳۳
ماچی ام. ۳۳ (به انگلیسی: Macchi_M.33) یک هواگرد ملخ‌پیشین تک‌موتوره از نوع قایق پرنده ساخت شرکت Aeronautica Macchi است. هواگرد ماچی ام. ۳۳ نخستین پروازش را در ۱۹۲۵ میلادی انجام داد. در مجموع، تعداد ۲ فروند از این هواگرد ساخته شده‌است.